# Nhái bén
Nhái bén (danh pháp hai phần: Hyla simplex) là một loài thuộc họ Nhái bén (Hylidae). Loài này có ở Trung Quốc, Việt Nam, và có thể cả Lào.
Môi trường sống tự nhiên của chúng là rừng ẩm vùng đất thấp nhiệt đới hoặc cận nhiệt đới, vùng núi ẩm nhiệt đới hoặc cận nhiệt đới, vùng cây bụi ẩm khu vực nhiệt đới hoặc cận nhiệt đới, đầm nước ngọt, đầm nước ngọt có nước theo mùa, đất canh tác, ao, đất có tưới tiêu, và đất nông nghiệp có lụt theo mùa. Chúng hiện đang bị đe dọa vì mất môi trường sống.